# Mika Kari
Mika Pekka Kari, född 19 augusti 1967 i Lahtis, är en finländsk socialdemokratisk politiker. Han är ledamot av Finlands riksdag sedan 2011. Kari är samhällspedagog till utbildningen.
Kari blev omvald i riksdagsvalet 2015 med 6 867 röster från Tavastlands valkrets.